# Mačkovec pri Škocjanu
Mačkovec pri Škocjanu je naselje v Občini Škocjan.